# Союз ТМА-03М
«Союз ТМА-03М» — российский пассажирский транспортный пилотируемый космический корабль, на котором был осуществлён полёт к Международной космической станции трёх участников экспедиций МКС-30/МКС-31. Это 110-й пилотируемый полёт корабля типа «Союз», начиная с первого полёта в 1967 году; двадцать девятый полёт корабля типа «Союз» к МКС и третий серии ТМА-М. Запуск корабля выполнен 21 декабря 2011 года, посадка спускаемого аппарата состоялась 1 июля 2012 года.

## Экипаж
Экипаж старта и посадки:
- (Роскосмос) Олег Кононенко (2-й космический полёт) — командир экипажа;
- (ЕКА) Андре Кёйперс (2) — бортинженер;
- (НАСА) Доналд Петтит (3) — бортинженер.

Дублирующий экипаж:
- (Роскосмос) Юрий Маленченко — командир экипажа;
- (НАСА) Сунита Уильямс — бортинженер;
- (JAXA) Акихито Хосидэ — бортинженер.

## Хроника полёта
- 21 декабря 2011 года в 17:16:15 (MSK) осуществлён[3] запуск с космодрома Байконур[4];
- 23 декабря 2011 года, в 19:19 (MSK), (14:19 UTC) — осуществлена стыковка с МКС. «Союз ТМА-03М» причалил к малому исследовательскому модулю «Рассвет»[5];
- 1 июля 2012 года, в 08:47:43 (MSK) корабль отстыковался от МКС и отправился на Землю;
- 1 июля 2012 года, в 12:14:50 (MSK) спускаемый аппарат корабля «Союз ТМА-03М» приземлился в 148 километрах от города Жезказган Республики Казахстан[6].